# Сорокина, Анна Витальевна
А́нна Вита́льевна Соро́кина (род. 1 декабря 1981, Вязники, Владимирская область) — российская биатлонистка, чемпионка мира 2007 года по летнему биатлону, мастер спорта. Начала заниматься биатлоном в 1996 году, перейдя из лыжных гонок. Лучший результат на сегодняшний момент − 18-е место на старте сезона 2006—2007 в гонке преследования. В основном выступает на этапах Кубка Европы. В общем зачёте Кубка Европы по биатлону сезона 2006—2007 заняла 7-е место (в сезоне 2005—2006 была девятой). Имеет высшее образование, окончила Тюменский государственный университет по специальности «физическая культура и спорт».

## Кубок мира
- 2005—2006 — 73-е место (8 очков)
- 2006—2007 — 69-е место (13 очков)

В таблице отражены места, занятые спортсменом на гонках биатлонного сезона.
Инд — индивидуальная гонка

Пр — гонка преследования

Спр — спринт

МС — масс-старт

Эст — эстафета

См — смешанная эстафета

н/с — спортсмен был заявлен, но не стартовал

н/ф — спортсмен стартовал, но не финишировал

круг — спортсмен по ходу гонки (для гонок преследования и масс-стартов) отстал от лидера более чем на круг и был снят с трассы

— − спортсмен не участвовал в этой гонке
| Эстерсунд | Эстерсунд | Эстерсунд | Хохфильцен | Хохфильцен | Хохфильцен | Хохфильцен2 | Хохфильцен2 | Хохфильцен2 | Оберхоф | Оберхоф | Оберхоф | Рупольдинг | Рупольдинг | Рупольдинг | Поклюка | Поклюка | Поклюка | ЧМ Антерсельва | ЧМ Антерсельва | ЧМ Антерсельва | ЧМ Антерсельва | ЧМ Антерсельва | ЧМ Антерсельва | Лахти | Лахти | Лахти | Холменколлен | Холменколлен | Холменколлен | Ханты-Мансийск | Ханты-Мансийск | Ханты-Мансийск |
| Инд       | Спр       | Пр        | Спр        | Пр         | Эст        | Инд         | Спр         | Эст         | Эст     | Спр     | Пр      | Эст        | Спр        | МС         | Спр     | Пр      | МС      | Спр            | Пр             | Инд            | См             | МС             | Эст            | Инд   | Спр   | Пр    | Спр          | Пр           | МС           | Спр            | Пр             | МС             |
| —         | 40        | 18        | 78         | —          | —          | —           | —           | —           | —       | —       | —       | —          | —          | —          | —       | —       | —       | —              | —              | —              | —              | —              | —              | —     | —     | —     | 56           | 43           | —            | 32             | 35             | —              |